# Boissy-Fresnoy

Boissy-Fresnoy este o comună în departamentul Oise, Franța. În 2009 avea o populație de 896 de locuitori.